# Фортунария
Фортунария (также форчунеария; лат. Fortunearia) — монотипный род деревянистых растений семейства Гамамелисовые (Hamamelidaceae). Включает единственный вид — Фортунария китайская (Fortunearia sinensis).
Род назван в честь англо-шотландского ботаника Роберта Фортьюна.

## Ботаническое описание
Листопадное дерево: несколько крупных жердеообразных стволо-веток, раскидистая крона, светло-серая гладкая кора, очередное расположение крупных листьев. Листья обратнояйцевидно-эллиптические, 7—16 × 4—10 см длиной, с округлым основанием и заострённой вершиной, по краю зубчатые. Сверху тёмно-зелёные, опушённые по средней жилке, снизу — светлее, густо звёздчато-опушённые. Осенью ярко окрашенные. Жилкование перистое, с 6—10 парами жилок.
Цветёт до распускания листьев. Цветки невзрачные, на концах укороченных побегов, собраны в кистевидные соцветия 4-8 см длиной. Чашелистики ланцетные, 1,2—1,5 мм, буро-войлочные. Лепестки узколанцетные, короче чашелистиков. Тычинок пять, пыльники 0,8—1,0 мм, ярко-красные, пестик 1,5—2,5 мм. Плод — округло-овальная коробочка 12—15 мм длиной, с чашечкой при основании. Недозрелые плоды зелёного цвета с множеством коричневых чечевичек, с одревесневшими основаниями столбиков на вершине. При созревании коробочка деревянистая, раскрывающаяся двумя створками. Семена чёрные, овальные, блестящие, зерновидные 8—10 × 5—6 мм.

## Распространение и экология
Естественно произрастает в горных лесах центрального и восточного Китая на высоте 800—1000 м над уровнем моря (провинции Аньхой, Сычуань, Хубэй, Хэнань, Цзянси, Чжэцзян и Шэньси).